# ديفيد والر
ديفيد والر (بالإنجليزية: David Waller)‏ هو ممثل بريطاني (وحمل سابقاً جنسية المملكة المتحدة لبريطانيا العظمى وأيرلندا)، ولد في 27 نوفمبر 1920، وتوفي في 23 يناير 1997.

## وصلات خارجية
- ديفيد والر على موقع IMDb (الإنجليزية)
- ديفيد والر على موقع قاعدة بيانات برودواي على الإنترنت (الإنجليزية)
- ديفيد والر على موقع قاعدة بيانات الفيلم (الإنجليزية)